# Planetella westermanni
Planetella westermanni är en tvåvingeart som först beskrevs av Johann Wilhelm Meigen 1830.  Planetella westermanni ingår i släktet Planetella och familjen gallmyggor.
Artens utbredningsområde är Tyskland. Inga underarter finns listade i Catalogue of Life.